# Genetisches Isolat
Ein genetisches Isolat ist eine Population von Organismen, die eine geringe oder keine genetische Vermischung mit anderen Organismen derselben Art aufweist.
In einigen Fällen kann es zur Artbildung (Speziation) kommen, aber das muss nicht unbedingt der Fall sein.
Der Begriff bezieht sich auf gewöhnlich auf Organismen mit geschlechtlicher Fortpflanzung, wie sie gewöhnlich bei Eukaryoten, insbesondere Tieren und Pflanzen, vorkommt. Allgemein ist Voraussetzung, dass die Individuen einer Population normalerweise im ständigen Austausch (Genfluss) ihrer genetischen Information stehen (etwa durch Rekombination und/oder Reassortment).
Genetische oder reproduktive Isolation ist dann das Ausbleiben dieser Vermischung durch Unterbrechung des Genflusses.

## Ursachen genetischer Isolation
Genetische Isolate können auf verschiedene Weise zur Entstehung neuer Arten führen:
- Allopatrische Speziation: Bei dieser werden zwei Populationen derselben Art durch eine äußere Barriere geografisch voneinander getrennt und entwickeln eine intrinsische (genetische) reproduktive Isolation.
- Peripatrische Speziation: Hier wird eine kleine Gruppe einer Population von der Hauptpopulation getrennt und erfährt eine genetische Drift infolge von Selektionsdruck.
- Parapatrische Speziation: Die Kerngebiete der Zonen zweier unterschiedlicher Populationen sind hier getrennt, in ihren Randgebieten kommt es aber zu regionalen Überschneidungen. Die teilweise Trennung wird ebenfalls durch die Geographie garantiert, sodass Individuen jeder Population von Zeit zu Zeit miteinander in Kontakt kommen können. Die Auswahl nach bestimmten Verhaltensweisen oder Mechanismen (beispielsweise Im Balzverhalten oder der genauen Melodie des Vogelgesangs) kann die Fortpflanzung zwischen den beiden Gruppen verhindern.
- Sympatrische Speziation: Dies ist eine umstrittene Artbildungsmethode, bei der Arten sich zweiteilen, während sie denselben Ort bewohnen.

Die ersten beiden Szenarien führen zur geografischen Isolation, das letzte zur ökologischen Isolation, das dritte stellt eine Mischform dar.
Zu den menschlichen Einflüssen auf genetische Isolate gehört eine genetische Durchmischung von Haustieren begrenzende Rassezucht (Beispiele: Hundezucht und Kaninchenzucht); analog die Zucht neuer Sorten von Nutz- und Kulturpflanzen (Beispiele: Kartoffelsorten, Rosensorten und Weizensorten – nicht -arten).

## Isolate und Subspezies aufgrund allopatrischer Speziation bei Giraffen
Wenn sich eine Art in zwei verschiedene Gruppen aufspaltet, die voneinander isoliert sind, wird dies als allopatrische Speziation (Artbildung) bezeichnet.
Die Giraffe (Giraffa camelopardalis), ist ein Beispiel für die allopatrische (Unter-)Artbildung, wie sie durch die genetische Isolierung einer Population entsteht.
Mehrere Giraffenkladen weisen Unterschiede in ihrer mitochondrialen DNA (mtDNA) auf, die zwischen verschiedenen Regionen Afrikas variieren. Diese Unterschiede gehen auf die Mitte des Pleistozäns zurück und fallen mit der genetischen Isolation aufgrund klimatischer und geografischer Trennungen innerhalb der Populationen zusammen, was die Entwicklung und Unterspeziation der verschiedenen Unterarten der Giraffe und die Unterschiede in ihrer Farbmuster ermöglichte.

## Genetische Isolate beim Jetztmenschen
Genetische Isolate beim Jetztmenschen (Homo sapiens) selbst findet man bei Gemeinschaften, die abgeschieden von anderen leben, wie auf Tristan da Cunha oder den Pitcairn-Inseln. Weitaus größere und weniger abgelegene menschliche genetische Isolate sind Völker wie in Europa die Sarden oder auch die Finnen, die Ureinwohner Sardiniens bzw. Finnlands. Beispiele in Asien sind
- die Ureinwohner der Andamanen (insbesondere die Sentineli),
- die Aeta auf Luzon (Philippinen),
- in Japan im Norden die Ainu auf Hokkaido, im Süden die Ryūkyū-Völker (u. a. auf Okinawa),
- auf der chinesischen Insel Hainan z. B die Hlai vom Li-Volk,
- sowie die indigenen Völker Taiwans.

## Isolation und Bedrohung durch Aussterben
Isolation in Kombination mit abnehmender Lebensraumqualität und Populationsdichte kann mit großer Wahrscheinlichkeit zum Zusammenbruch einer Population und schließlich zu deren Aussterben führen.
Es ist erwiesen, dass die zufällige Mutationsrate, Drift, hohe Inzuchtqouten, eingeschränkter Genfluss und regionales Aussterben mit der Isolation zunehmen.
Unterschiedliche klimatische Bedingungen, wie geografische Klimaveränderungen, können zu Belastungen führen, die die genetische Zusammensetzung einer Art drastisch verändern und durch regional stark unterschiedliche Selektionsprozesse zu Unterschieden im Genpool führen,
sowie zu einer verstärkten genetischen Isolation zwischen Populationen in einer heterogenen Landschaft.
Umweltheterogenität wurde in der Vergangenheit als wichtige Quelle für genetische Variationen und Unterschiede aufgrund von Isolation identifiziert.
Genetische Isolation und die Auswirkungen regional unterschiedlicher Lebensumstände können als Beleg für eine diversifizierende Selektion angeführt werden, die über das gesamte Genom hinweg wirkt und auch offensichtlich neutrale Gene umfasst. Dies kann zur Vorhersage langfristiger Auswirkungen von Umweltfaktoren auf die genetische Vielfalt und die genetische Isolation herangezogen werden.

## Stark fragmentierte Populationen
Der Zusammenhang zwischen der Statistik genetischer Unterschiede und der Populationsgröße wurde bisher wissenschaftlich kaum beachtet, obwohl kleine Populationen eine geringere genetische Variation an Markerloci aufweisen. Es ließ sich zeigen, dass in kleineren fragmentierten Meta-Populationen sowohl die neutrale als auch die quantifizierbare genetische Variation reduziert ist und sowohl die Drift als auch die selektionsbedingte Veränderungen verstärkt werden.

## Sympatrische Spezies durch Klimaeinflüsse
Die Anpassung an unterschiedliche klimatische Bedingungen kann eine wichtige Quelle für genetische Unterschiede und die Isolation von Populationen sein.
So liefern beispielsweise erfolgreiche Wirtswechsel bei Pflanzenschädlingen unter den Insekten einige der überzeugendsten Beweise für ökologische Diversifizierung bei sympatrischer Artbildung.

## Genetische Isolate und die Auswirkungen der genetischen Vielfalt
Arten mit enormen ökologischen Bandbreiten weisen im Allgemeinen eine große genetische Vielfalt auf.
Stärker spezialisierte Arten mit geringer ökologischer Bandbreite und Häufigkeit haben dagegen nur eine geringe genetische Vielfalt. Inzuchtdepressionen, d. h. Verringerung der genetischen Vielfalt (im Genpool) aufgrund von Inzucht stellen vielleicht die größte Bedrohung für Arten mit mäßigen Lebensraumansprüchen und großer genetischer Vielfalt dar.

## Genetische Isolate auf Inseln
Das Phänomen der genetischen Isolation unter den speziellen Bedingungen mehr oder weniger kleiner Inseln wurde von Haider et al. 2012 untersucht, siehe auch Inselverzwergung.